# Municipio de Shell Knob
El municipio de Shell Knob (en inglés: Shell Knob Township) es un municipio ubicado en el condado de Barry en el estado estadounidense de Misuri. En el año 2010 tenía una población de 1177 habitantes y una densidad poblacional de 11,65 personas por km².

## Geografía
El municipio de Shell Knob se encuentra ubicado en las coordenadas 36°38′36″N 93°37′49″O / 36.64333, -93.63028. Según la Oficina del Censo de los Estados Unidos, el municipio tiene una superficie total de 101.04 km², de la cual 95,71 km² corresponden a tierra firme y (5,28 %) 5,33 km² es agua.

## Demografía
Según el censo de 2010, había 1177 personas residiendo en el municipio de Shell Knob. La densidad de población era de 11,65 hab./km². De los 1177 habitantes, el municipio de Shell Knob estaba compuesto por el 97,45 % blancos, el 1,44 % eran amerindios, el 0,08 % eran asiáticos, el 0,17 % eran de otras razas y el 0,85 % eran de una mezcla de razas. Del total de la población el 1,61 % eran hispanos o latinos de cualquier raza.